# Памятник Александру Пушкину (Таганрог)
Памятник Александру Пушкину — памятник Александру Пушкину, установленный на Пушкинской набережной Таганрога в 1986 году. Скульптор — Г. В. Нерода, архитектор — П. В. Бондаренко.

## Памятник

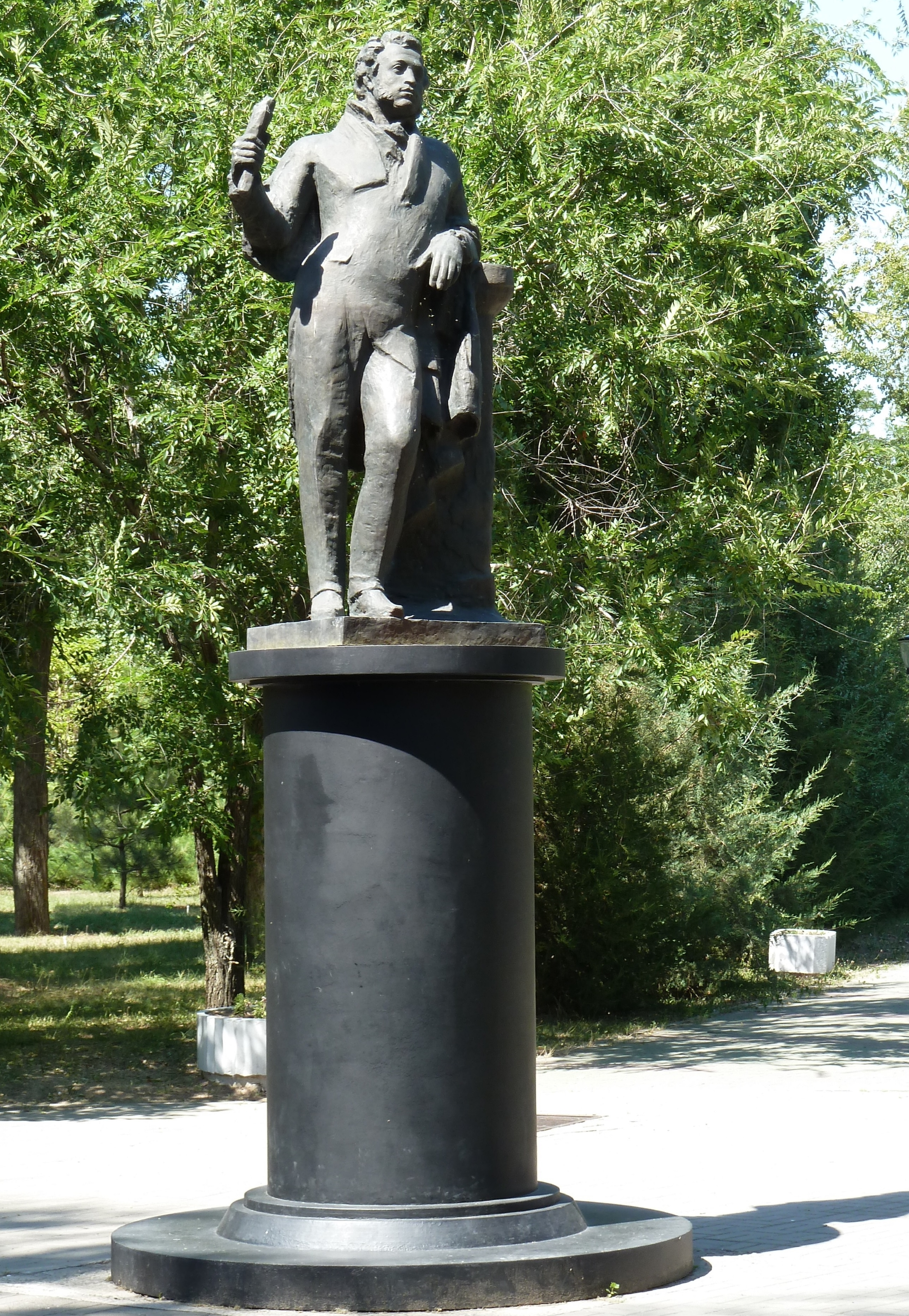
Памятник А.С.Пушкину. 2017.

Скульптор — Г. В. Нерода, архитектор — П. В. Бондаренко («Спецпроектреставрация»).

## История
Памятник был возведён с целью увековечения факта посещения Таганрога Александром Пушкиным в июне 1820 года. Первоначально памятник был установлен лицом к Пушкинской набережной, на её оси, северо-западнее Каменной лестницы на 10-15 метров.
В 2002 году в связи с реконструкцией Пушкинской набережной и установкой монумента в честь 300-летия Таганрога памятник Пушкину был перемещён на 150 метров в сторону яхт-клуба. При переносе памятника прежний прямоугольный пьедестал заменили на круглый.